# Éditions Artège
Les éditions Artège sont une maison d'édition créée au début de l'année 2010, consacrée à la spiritualité, l’histoire, la géopolitique ou encore aux débats de société ainsi qu’aux témoignages marquants.

## Historique
À la suite de la création d’une activité de vente par correspondance religieuse en 2005, Bruno Nougayrède et Loïc Mérian créent leur maison d’édition en 2007. 
En mars 2014, Artège rachète le groupe Desclée de Brouwer et donc entre autres maisons d'éditions les Éditions Zodiaque, Éditions du Rocher et Éditions François-Xavier de Guibert achetées respectivement par le groupe en 2002, 2009 et 2011,. Le groupe emploie alors 37 salariés, fait 7 897 000 euros de chiffre d’affaires en 2014 et publie 110 titres par an.
En 2016, le groupe acquiert les éditions Ad Solem puis change de nom pour devenir Elidia et rejoindre au 1er janvier 2017 la diffusion-distribution d'Hachette.